# Comunità montana Alta Tuscia Laziale
La Comunità montana Alta Tuscia Laziale è una delle comunità montane della provincia di Viterbo.
Ne fanno parte i seguenti comuni:
- Acquapendente,
- Gradoli,
- Grotte di Castro,
- Latera,
- Onano,
- Proceno,
- San Lorenzo Nuovo,
- Valentano